# Mormoiron
Mormoiron (en provençal Mourmeiroun) est une commune française située dans le département de Vaucluse, en région Provence-Alpes-Côte d'Azur.
Ses habitants sont appelés les Mormoironnais.

## Géographie

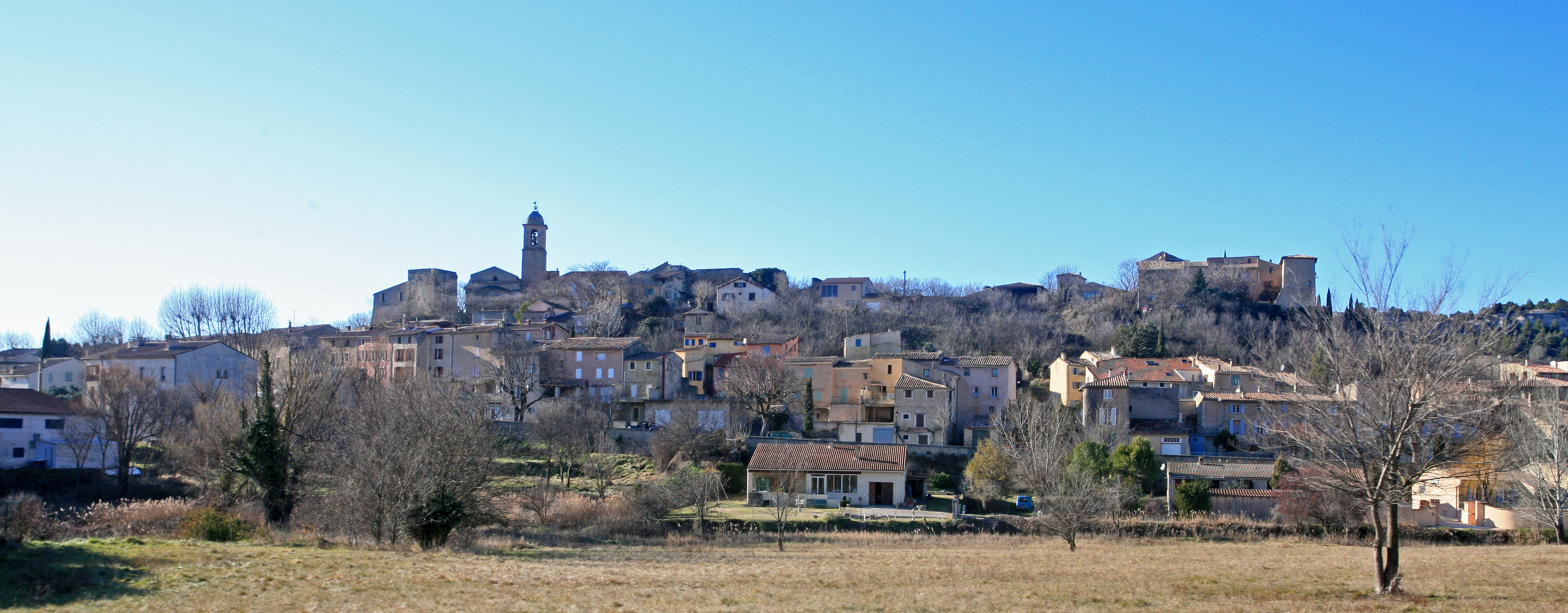
Le village vu de la route dite de l'Embranchement.

La commune de Mormoiron est située à quinze kilomètres à l'est de Carpentras. Juchée sur une colline, entourée de vignes, la commune occupe une place centrale au sein du Comtat Venaissin.
Position géographique entre le mont Ventoux, Carpentras et Avignon, proche des gorges de la Nesque.
| Saint-Pierre-de-Vassols | Bédoin    | Flassan          |
| Mazan                   | Mormoiron |                  |
|                         | Blauvac   | Villes-sur-Auzon |

### Accès
À 15 km de Carpentras et 35 km d'Avignon.

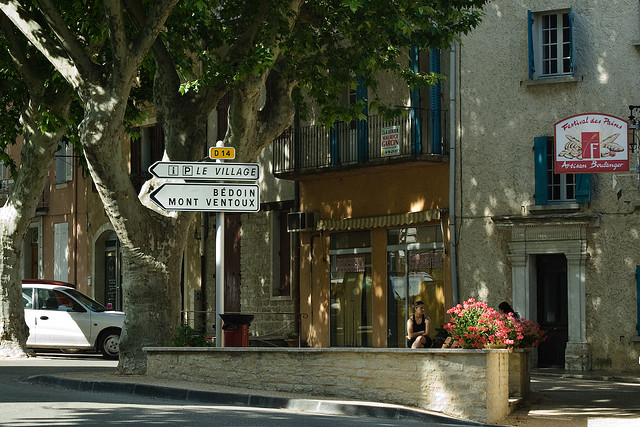
Panneaux de signalisation.

Au sud du village passe la route départementale 942 qui relie Mazan à l'ouest à Villes-sur-Auzon à l'est. L'on accède au village depuis celle-ci par une route au tracé perpendiculaire, route dite de l'Embranchement.
L'autoroute le plus proche est l'autoroute A7 et la gare TGV celle d'Avignon.

### Relief
Dominé par le mont Ventoux, le village est installé sur le flanc ouest et sur le plateau d'un mamelon inaccessible à partir des autres versants.

### Géologie
Sur le sol de la commune affleurent sable, ocre et gypse. Formé à la suite des tectogenèses pyrénéo-provençale et alpine, ce site a été dénommé « bassin de Mormoiron » par les géologues. Il présente des formations oligocènes exceptionnelles. L'oligocène inférieur peut y être subdivisé en deux ensembles. Dans la partie inférieure qui se situe au centre et au nord du bassin, se trouve un complexe détritique argileux vert, dit de Mormoiron avec des smectites aluminoferrifères. Sur la partie supérieure, il se change en un complexe calcaréo-dolomitique blanc à gypse, sépiolite et smectites magnésiennes. Dans sa partie méridionale, la présence de calcaires fossilifères (potamides aporoschema Fontannes et charophytes) permet de dater les couches précédentes.
Dans le secteur oriental du bassin, l'oligocène moyen est constitué de faciès calcaréo-dolomitiques à gypse dissous recelant des fossiles caractéristiques de cette formation (tympanotonos labyrinthus et brotia lauræ). Il est recouvert par un ensemble sablo-argileux à paléosols.

### Hydrographie
Étang de Mormoiron, dit le plan d'eau des Salettes (retenue collinaire).

### Climat
Pour des articles plus généraux, voir Climat de Provence-Alpes-Côte d'Azur et Climat de Vaucluse.
En 2010, le climat de la commune est de type climat méditerranéen franc, selon une étude du Centre national de la recherche scientifique s'appuyant sur une série de données couvrant la période 1971-2000. En 2020, Météo-France publie une typologie des climats de la France métropolitaine dans laquelle la commune est dans une zone de transition entre le climat de montagne et le climat méditerranéen et est dans la région climatique  Provence, Languedoc-Roussillon, caractérisée par une pluviométrie faible en été, un très bon ensoleillement (2 600 h/an), un été chaud (21,5 °C), un air très sec en été, sec en toutes saisons, des vents forts (fréquence de 40 à 50 % de vents > 5 m/s) et peu de brouillards. 
Pour la période 1971-2000, la température annuelle moyenne est de 13,3 °C, avec une amplitude thermique annuelle de 17,2 °C. Le cumul annuel moyen de précipitations est de 695 mm, avec 6,1 jours de précipitations en janvier et 3,2 jours en juillet. Pour la période 1991-2020, la température moyenne annuelle observée sur la station météorologique de Météo-France la plus proche, « Carpentras », sur la commune de Carpentras à 11 km à vol d'oiseau, est de 14,7 °C et le cumul annuel moyen de précipitations est de 665,5 mm. 
La température maximale relevée sur cette station est de 44,3 °C, atteinte le 28 juin 2019 ; la température minimale est de −15,4 °C, atteinte le 7 janvier 1985,,. 
Les paramètres climatiques de la commune ont été estimés pour le milieu du siècle (2041-2070) selon différents scénarios d'émission de gaz à effet de serre à partir des nouvelles projections climatiques de référence DRIAS-2020. Ils sont consultables sur un site dédié publié par Météo-France en novembre 2022.

## Urbanisme

### Typologie
Au 1er janvier 2024, Mormoiron est catégorisée bourg rural, selon la nouvelle grille communale de densité à sept niveaux définie par l'Insee en 2022.
Elle est située hors unité urbaine. Par ailleurs la commune fait partie de l'aire d'attraction de Carpentras, dont elle est une commune de la couronne,. Cette aire, qui regroupe 21 communes, est catégorisée dans les aires de 50 000 à moins de 200 000 habitants,.

### Occupation des sols
L'occupation des sols de la commune, telle qu'elle ressort de la base de données européenne d’occupation biophysique des sols Corine Land Cover (CLC), est marquée par l'importance des territoires agricoles (71,6 % en 2018), en diminution par rapport à 1990 (74,5 %). La répartition détaillée en 2018 est la suivante : 
cultures permanentes (45,2 %), zones agricoles hétérogènes (24,6 %), forêts (22,7 %), zones urbanisées (4,4 %), terres arables (1,8 %), mines, décharges et chantiers (1,3 %). L'évolution de l’occupation des sols de la commune et de ses infrastructures peut être observée sur les différentes représentations cartographiques du territoire : la carte de Cassini (XVIIIe siècle), la carte d'état-major (1820-1866) et les cartes ou photos aériennes de l'IGN pour la période actuelle (1950 à aujourd'hui).

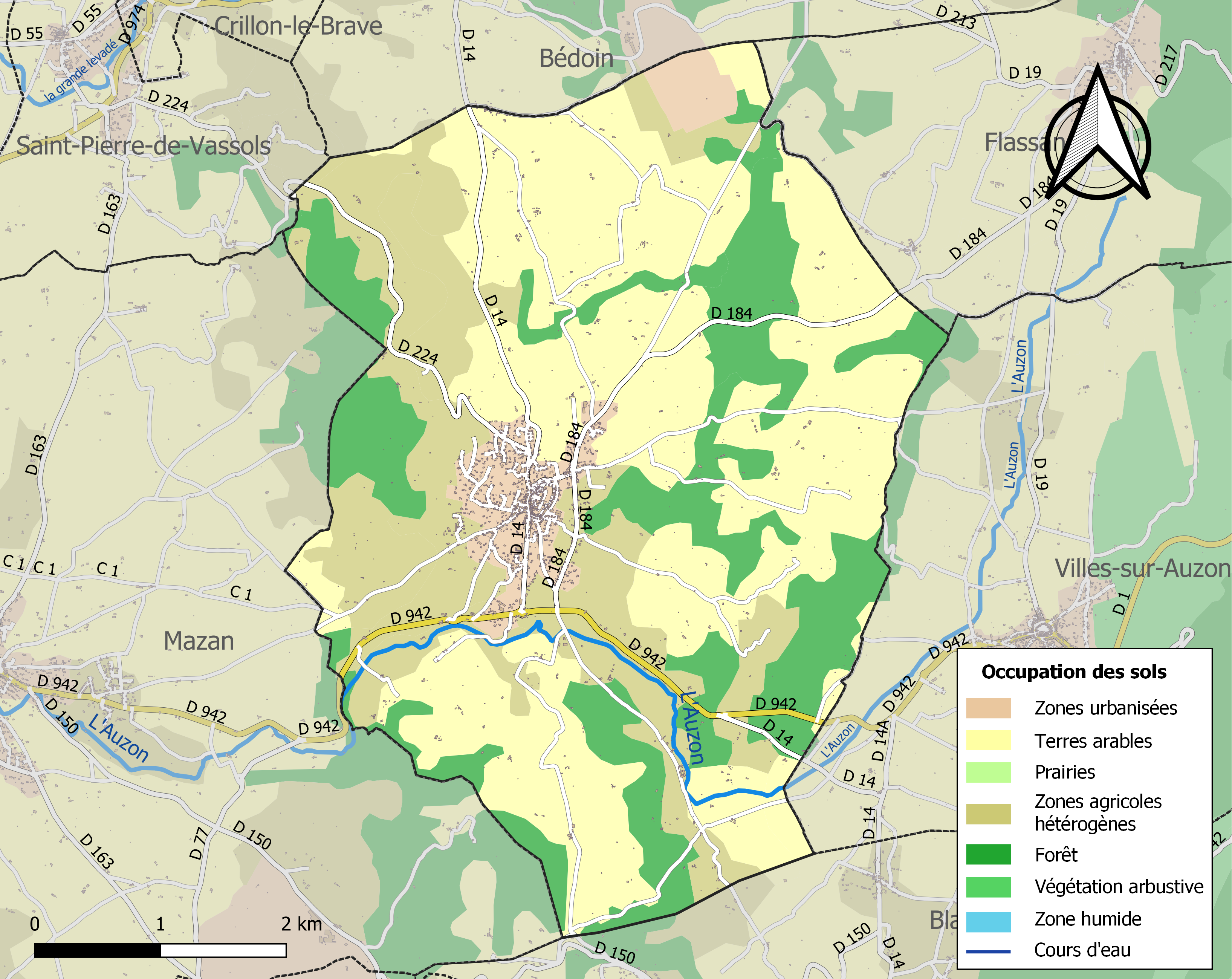
Carte des infrastructures et de l'occupation des sols de la commune en 2018 (CLC).

## Histoire

### Préhistoire et Antiquité
Le site de la commune fut occupé durant la période acheuléenne comme en témoignent les bifaces trouvés sur le site des Sablons (- 100 000 ans). Au VIe siècle avant notre ère, ses habitants commercèrent avec les phocéens de Massalia ainsi qu'en témoignent poteries et céramiques découvertes sur les stations de la Grange-Neuve et de Brissac.
La colonisation romaine a laissé une forte empreinte : autel à Mercure, numéraire d'Auguste et de Trajan, tombes à incinération avec mobilier, vases lacrymatoires et céramiques sigillées.

### Moyen Âge
Les plus anciens seigneurs sont les Isnard et Latil, dit de Mormoiron. En 1204, le village est nommé de Mormorone. Sept décennies plus tard, en 1274, le Comtat Venaissin, ayant été attribué à Rome, le pape Grégoire X demanda aux hospitaliers de Saint-Jean-de-Jérusalem de protéger ses nouveaux états et nomma, le 27 avril, Guillaume de Villaret, qui était grand prieur de Saint-Gilles en Languedoc, recteur du Comtat. Immédiatement, l’hospitalier se rendit sur place et fit contrôler par ses gens d’armes toutes les places du Venaissin en installant deux chevaliers dans chaque castrum. C'est de cette période que date la tour du Bœuf, près de Notre-Dame-des-Anges.
Sous la papauté d'Avignon, ce fief devint celui de la Révérende Chambre Apostolique - le ministère des finances pontificales - et Clément VII en fit le chef-lieu d'une viguerie. L'installation du viguier, de son greffier et de son trésorier eut lieu les 12 et 16 avril 1379.

### Renaissance
Durant les guerres de Religion, en 1563, la commune fut investie par les protestants. Les catholiques la reprirent cette même année. Pour récompenser un des capitaines pontificaux, Durand de Pontevès, dont le zèle lui avait valu le surnom de Cavalier de la Foi, le pape Pie IV, lui inféoda la commune en 1569 [date à vérifier]. En dépit des protestations du Conseil de Ville, il ne céda pas et ce fut un de ses successeurs, Grégoire XIII, qui révoqua l'inféodation moyennant 4 000 écus d'or à verser au sieur de Pontevès. Dans cette période d'intense bouillonnement religieux, en 1618, l'Inquisition intenta un procès au dominicain Barthélemy de Crose pour sorcellerie. Puis une épidémie de peste vint ravager le pays en 1630. Ce fut alors que de 1635 à 1752, la chapelle Notre-Dame-de- Anges accueillit treize ermites.
Ce fut lors de cette période troublée que furent reconstruits des remparts. Il en reste la porte du Brochier, datée du XVIe siècle, et la porte de la Bonne Font qui fut ouverte au XVIIe siècle.

### Période moderne
Sous l'Ancien Régime, la commune ne formait qu'un seul territoire avec Flassan, ce fut en 1790, qu'eut lieu leur séparation.

### Période contemporaine
C'est en 1929, qu'eut lieu la création de la coopérative vinicole dite Cave Les Roches Blanches. Elle a été édifiée sur les plans de l'architecte G. Salomon. La constitution de la communauté de communes Ventoux Sud date du 1er janvier 2013.

### Héraldique
| Blason de Joucas | Les armes peuvent se blasonner ainsi : D'azur au mûrier arraché, accosté à dextre d'une lettre M capitale et à senestre d'une ruche, le tout d'or, au chef cousu de gueules chargé d'une clef aussi d'or posée en fasce. |

## Politique et administration

### Liste des maires
| Période                                  | Période   | Identité          | Étiquette | Qualité                        |
| ---------------------------------------- | --------- | ----------------- | --------- | ------------------------------ |
| 1902                                     | 1906      | Paul Vialis       |           | Commerçant                     |
| mars 1983                                | mars 2001 | Michel Maurin     | SE        | Conseiller général (1985-2004) |
| mars 2001                                | mars 2008 | Gabriel Chiarelli | DVG       |                                |
| mars 2008                                | mars 2014 | Gérard Bagnol     |           |                                |
| mars 2014                                | En cours  | Régis Silvestre   | DVD       |                                |
| Les données manquantes sont à compléter. |           |                   |           |                                |

### Jumelages
Il ne semble pas y avoir de jumelage.

## Démographie
L'évolution du nombre d'habitants est connue à travers les recensements de la population effectués dans la commune depuis 1793. Pour les communes de moins de 10 000 habitants, une enquête de recensement portant sur toute la population est réalisée tous les cinq ans, les populations de référence des années intermédiaires étant quant à elles estimées par interpolation ou extrapolation. Pour la commune, le premier recensement exhaustif entrant dans le cadre du nouveau dispositif a été réalisé en 2008.

En 2022, la commune comptait 1 882 habitants, en évolution de −0,05 % par rapport à 2016 (Vaucluse : +1,73 %, France hors Mayotte : +2,11 %).
| 1793  | 1800  | 1806  | 1821  | 1831  | 1836  | 1841  | 1846  | 1851  |
| ----- | ----- | ----- | ----- | ----- | ----- | ----- | ----- | ----- |
| 1 617 | 1 586 | 1 741 | 1 911 | 2 097 | 2 343 | 2 416 | 2 489 | 2 590 |

| 1856  | 1861  | 1866  | 1872  | 1876  | 1881  | 1886  | 1891  | 1896  |
| ----- | ----- | ----- | ----- | ----- | ----- | ----- | ----- | ----- |
| 2 579 | 2 511 | 2 425 | 2 311 | 2 110 | 1 920 | 1 719 | 1 534 | 1 387 |

| 1901  | 1906  | 1911  | 1921 | 1926 | 1931 | 1936 | 1946 | 1954 |
| ----- | ----- | ----- | ---- | ---- | ---- | ---- | ---- | ---- |
| 1 318 | 1 294 | 1 186 | 961  | 963  | 912  | 967  | 903  | 922  |

| 1962 | 1968 | 1975  | 1982  | 1990  | 1999  | 2006  | 2008  | 2013  |
| ---- | ---- | ----- | ----- | ----- | ----- | ----- | ----- | ----- |
| 956  | 997  | 1 018 | 1 070 | 1 264 | 1 562 | 1 785 | 1 849 | 1 886 |

| 2022  | - | - | - | - | - | - | - | - |
| ----- | - | - | - | - | - | - | - | - |
| 1 882 | - | - | - | - | - | - | - | - |

## Économie
Commerces de proximité, soin et artisanat lié au bâtiment.
Exploitation de carrières.

### Tourisme
Pour loger ses visiteurs, la commune dispose de divers gites, locations meublées et chambres d'hôtes, deux hôtels et un camping. Il existe un syndicat d'initiative.
Aménagement de l'étang de Mormoiron, plan d'eau où l'on peut se baigner, se restaurer et faire de la grimpe d'arbres.
Les touristes peuvent également effectuer un tour de caves dans différentes exploitations sachant que tous les vignobles de la commune de Mormoiron sont classés en ventoux (AOC).

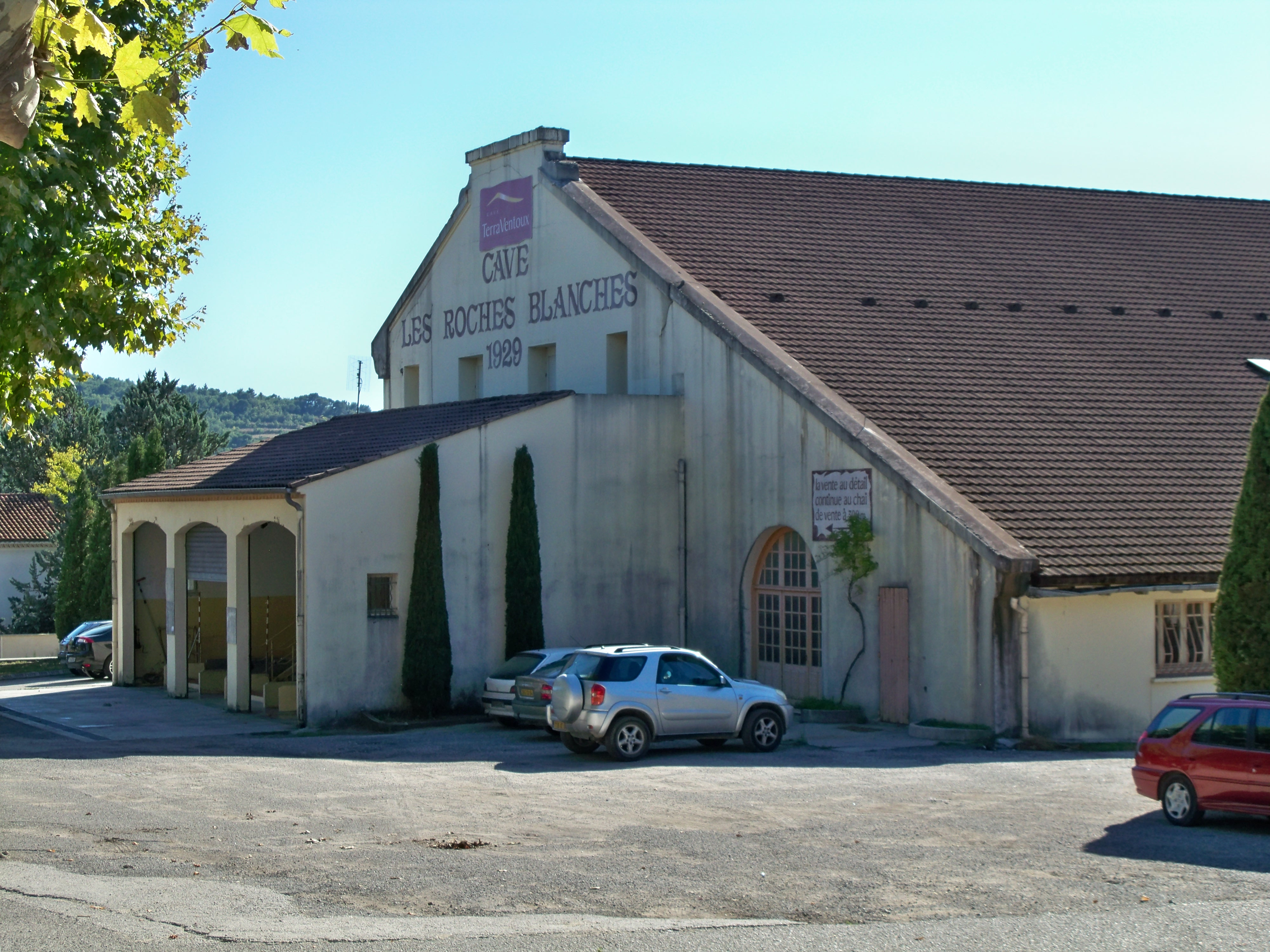
La cave coopérative de Mormoiron.
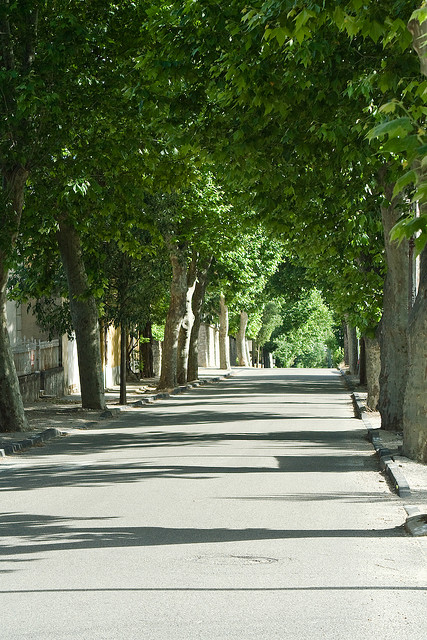
L'allée de platanes.
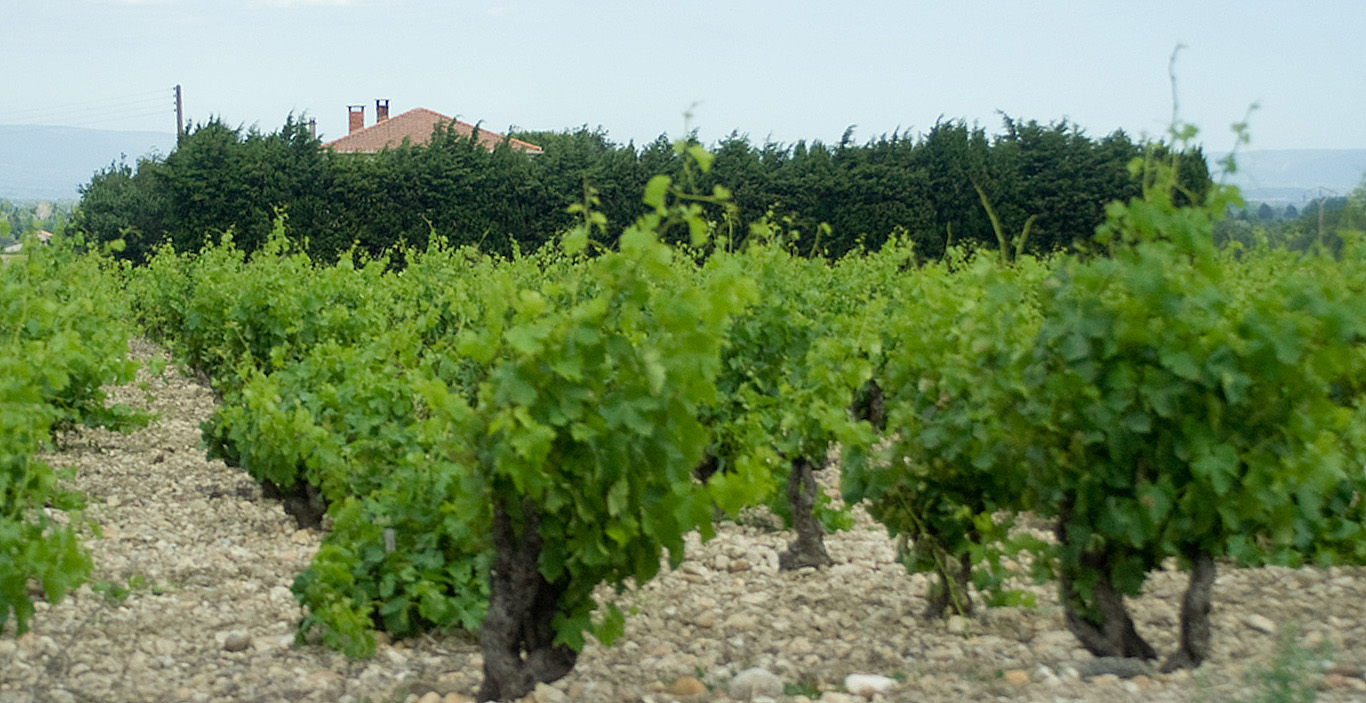
Vignoble à Mormoiron.

### Agriculture
Depuis des siècles, la qualité des vins de Mormoiron est reconnue. À tel point qu'au XVe siècle, les consuls désignèrent des garde-vignes qui, avant les vendanges, surveillaient nuit et jour le vignoble. En 1598, Horace Capponi, évêque de Carpentras, obligea le vicaire de la paroisse à lui céder sa dîme en raisins contre deux sommées (220 litres) de vin d'un autre terroir.
Les vignerons de la paroisse s'organisèrent en confrérie dès 1661 et la placèrent sous l'invocation de saint Marc. Les bénédictins desservant l'église paroissiale Saint-Laurent, en 1704, l'abbé de Cluny accepta d'abandonner sa dîme sur le vin à condition que les consuls fassent assurer le service divin. Au XIXe siècle, la commune est décrite comme « riche en vin, céréales et un peu d'huile ».
Le vignoble de la commune a été classé en AOC, le 27 juillet 1973.

## Équipements ou services
Gendarmerie, poste

### Enseignement
Les habitants de la commune peuvent bénéficier des services d'une école maternelle, d'une école primaire et d'une crèche intercommunale - halte garderie.

### Sports
Stade de football, terrain de basket, stade de vélo, jeux de boules, centre de loisir...
La proximité du mont Ventoux attire de nombreux cyclistes.

### Santé
Médecin, pharmacie, kinésithérapeute, infirmières et dentiste.

### Services divers
Service de dépannage informatique, magasin consacré à la musique, magasin de vélo.

## Vie locale
Le village dispose des principaux commerces de proximité (boulangerie, boucherie, alimentation), de deux bars et de trois restaurants, une maison de la presse, un cinéma, deux salons de coiffure, fleuriste et divers autres.
Plusieurs associations culturelles et de divertissements.
L'ADSL est accessible à Mormoiron depuis le 27 janvier 2005.

### Foire et marché
D'avril à décembre, le dimanche, se tient le marché des producteurs que l'on nomme : Lou Pichoun Merca, le petit marché, en opposition avec le grand marché qui lui a lieu toute l'année le mardi.

Dernier dimanche d'avril, une foire aux asperges.

La foire aux asperges du 29 avril 2012
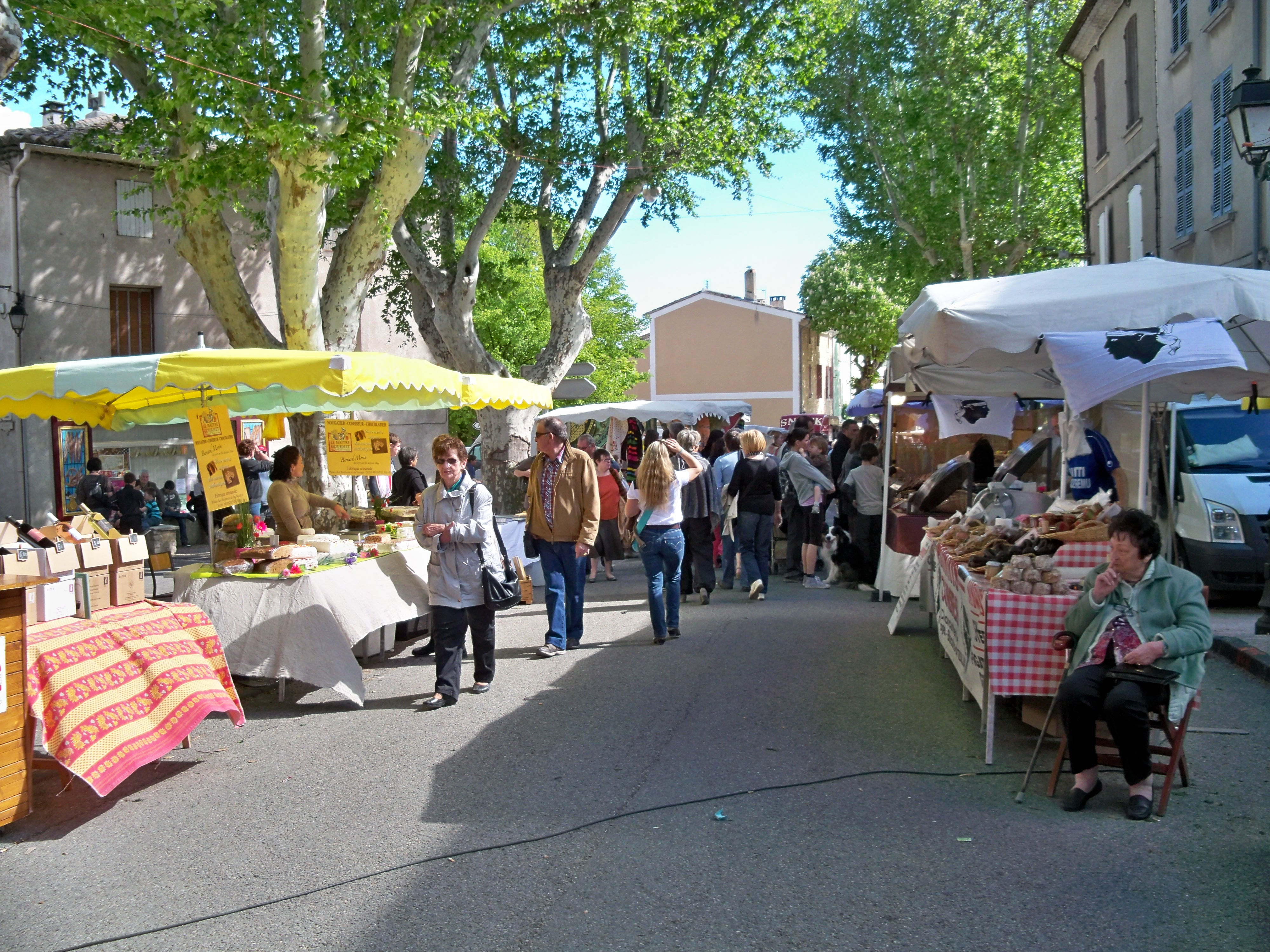
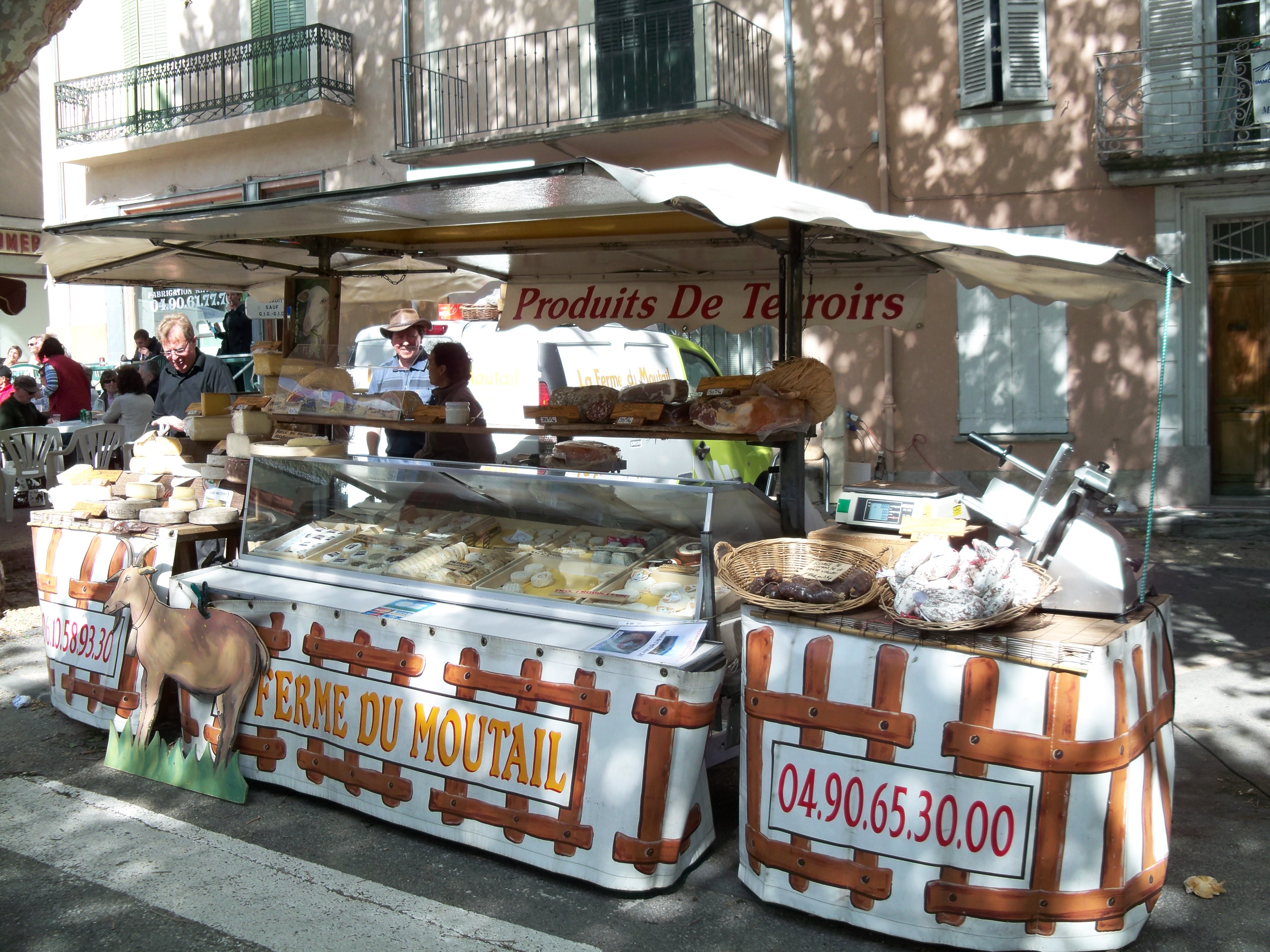
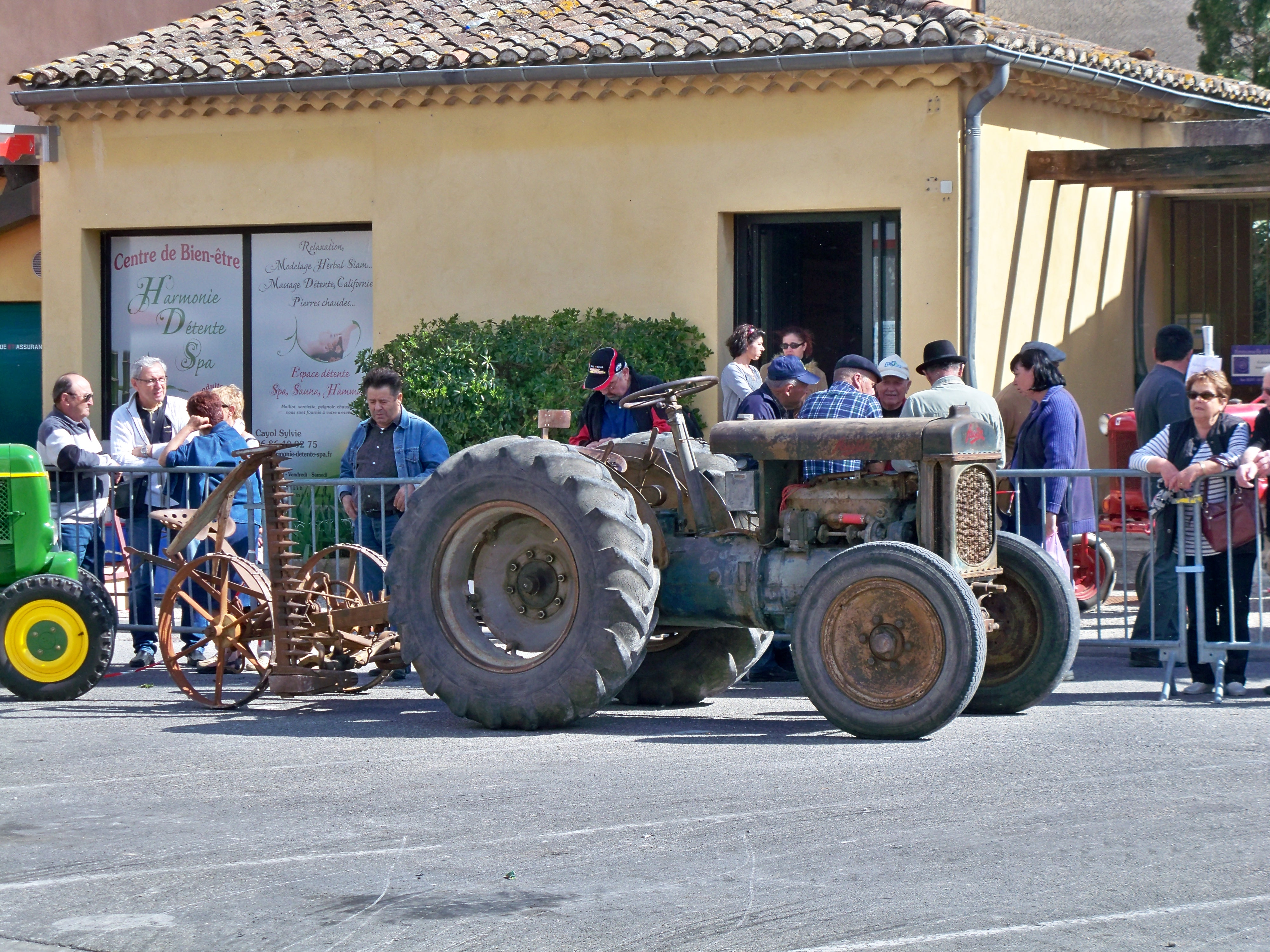
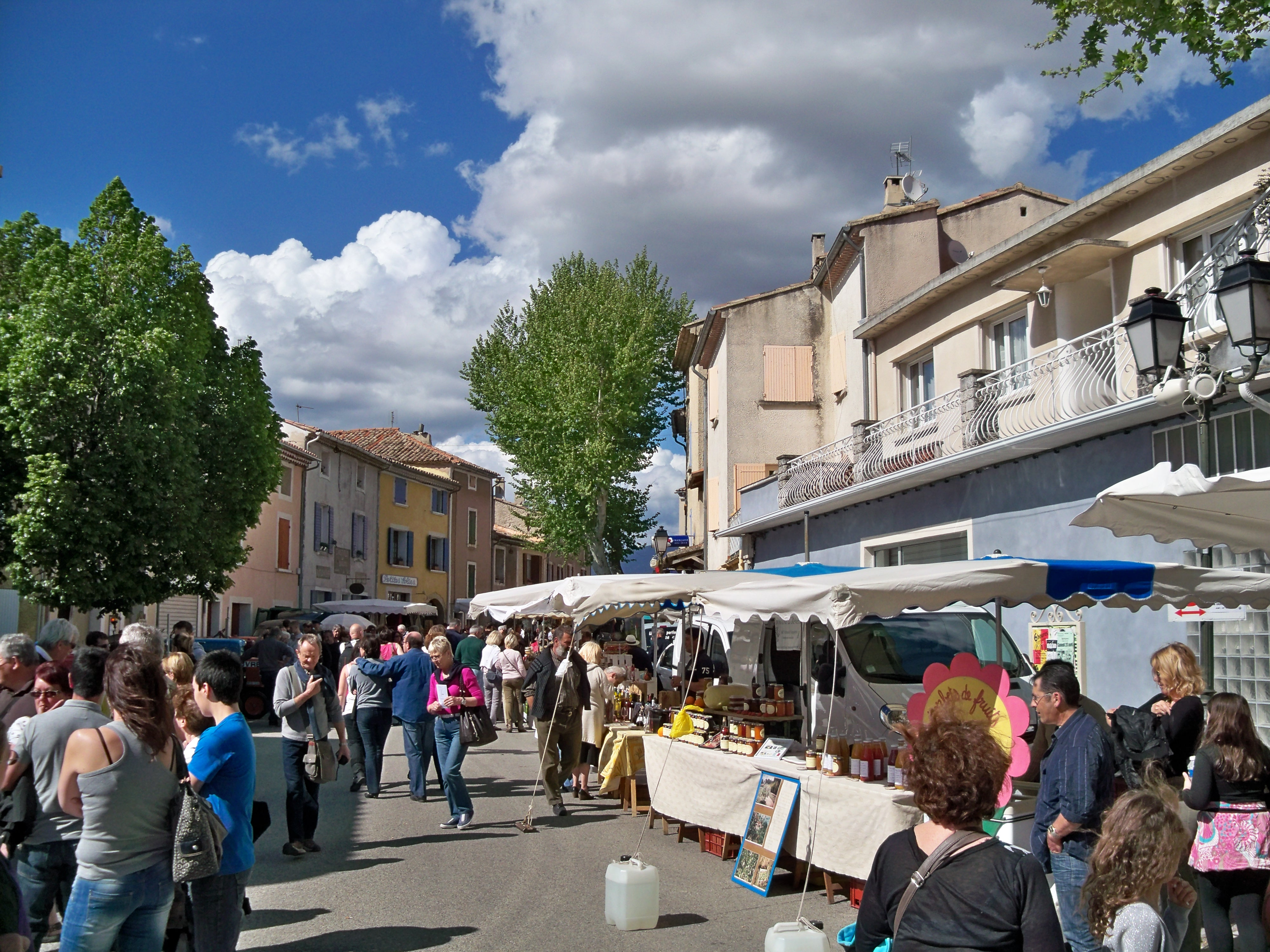

### Cultes
On trouve sur la commune de Mormoiron une église paroissiale Saint-Laurent, dépendant du diocèse d'Avignon, doyenné de Carpentras et le Secours catholique.

### Environnement
Cette commune fait partie de la réserve de biosphère du mont Ventoux, label attribué par l'UNESCO à 34 communes du massif depuis 1990. Plus récemment, elle est également concernée par le projet de parc naturel régional du Mont-Ventoux.
La communauté de communes Ventoux Sud a compétence pour la collecte et le traitement des déchets des ménages et déchets assimilés, et la protection et la mise en valeur de l'environnement.
La commune dispose de quatre sites de tris sélectifs par points d'apport volontaire.

## Lieux et monuments

### Patrimoine civil

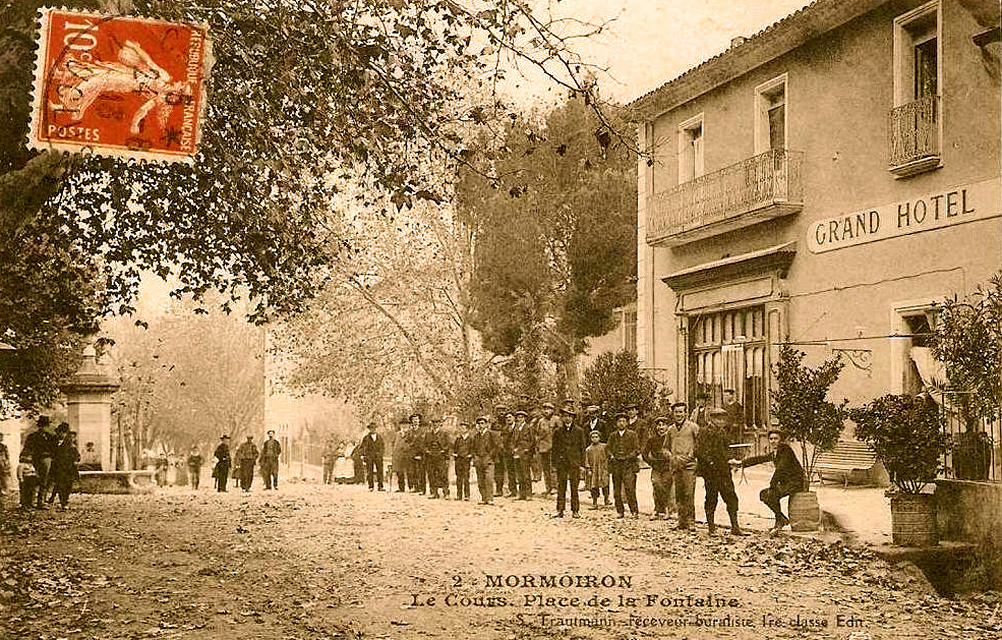
Place de la Fontaine sur le Cours.

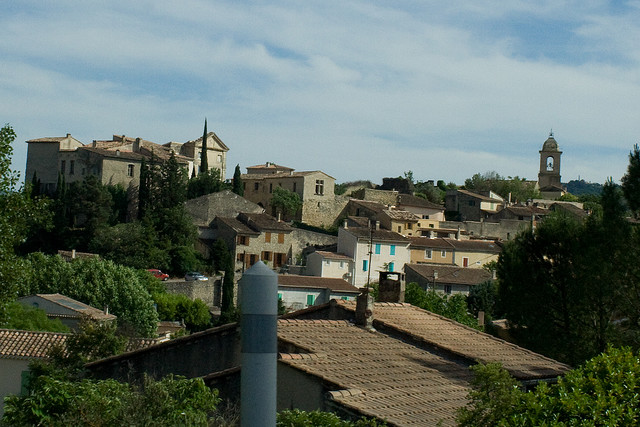
Vue générale du village.

- Maisons du XVIe siècle. La première se situe à côté de la mairie. L'étage est en encorbellement au-dessus de la rue sur des poutres en saillie supportées par des corbeaux dont l'un porte des initiales et la date de 1544. La seconde est à l'opposé. Autrefois épaulée d'une tour qui s'est écroulée au XXe siècle, le corps d'entrée est sommé d'un fronton triangulaire et dans un cartouche se lit la date de 1550[36].
- Tour de guet, XVIe siècle (inscription par arrêté du 13 septembre 1988)[37]
- Tour découronnée, XVIe siècle (inscription par arrêté du 13 septembre 1988)[37]
- « Cave Les Roches Blanches », 1929 (inscrite à l'Inventaire général du patrimoine culturel)[37]
- Plusieurs anciennes belles fontaines.

### Patrimoine religieux

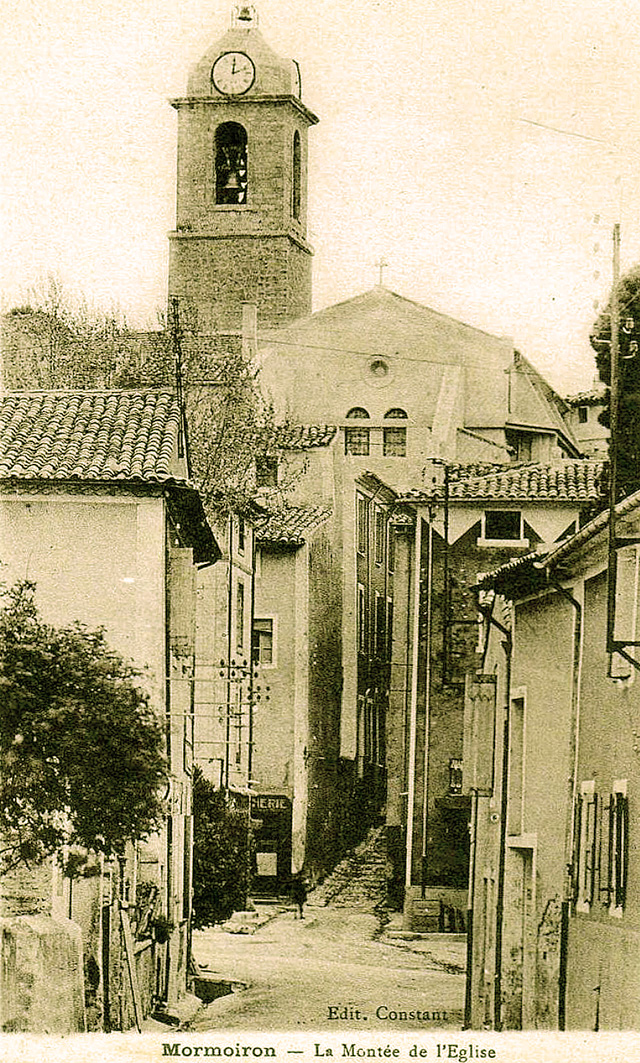
Église paroissiale Saint-Laurent au début du XX.

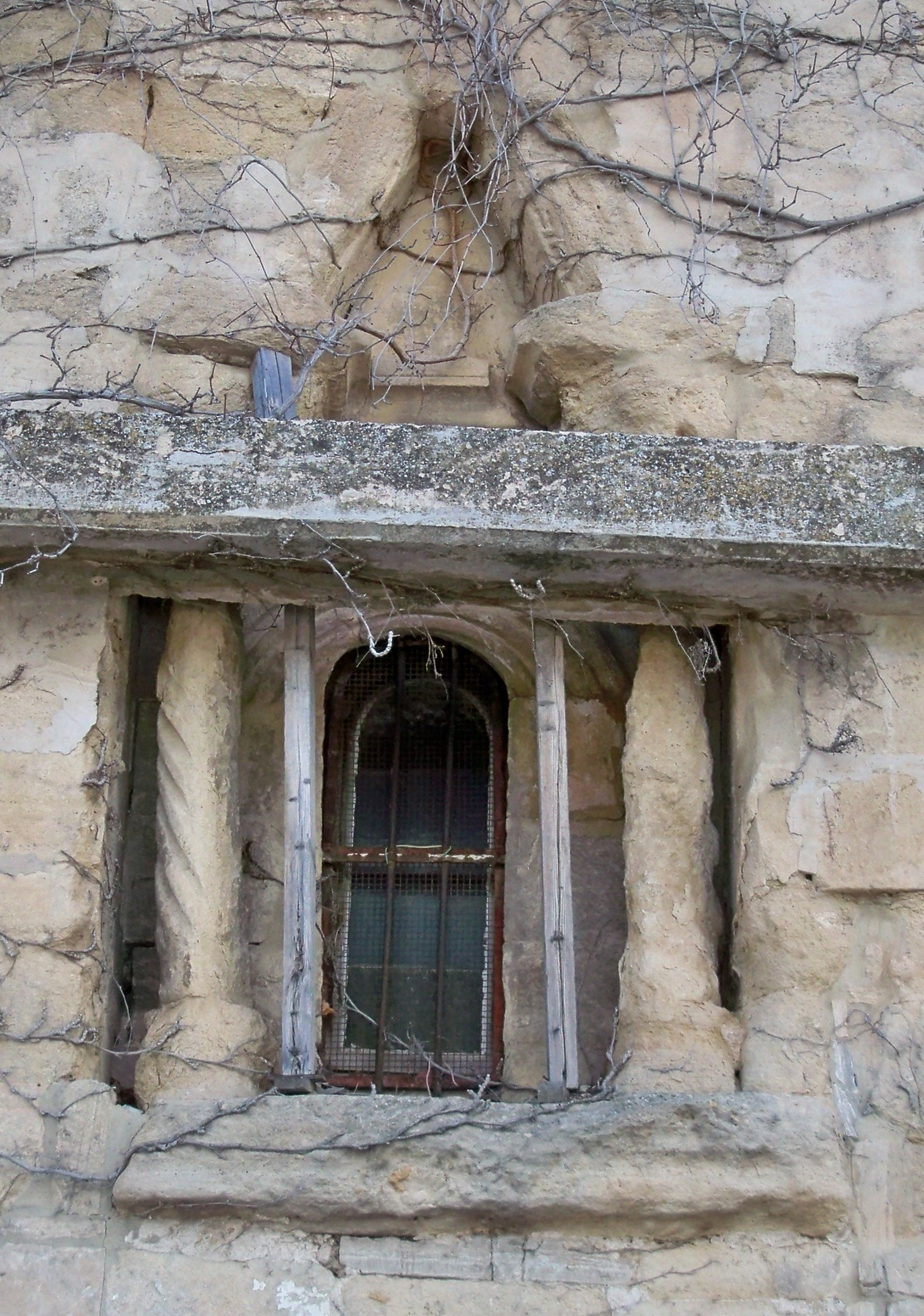
Fenêtre absidiale.

- Église paroissiale Saint-Laurent, Notice no PA00082086, sur la plateforme ouverte du patrimoine, base Mérimée, ministère français de la Culture (inscription par arrêté du 26 août 1988)[37]. Elle possède une abside romane dans laquelle est percée une étonnante fenêtre qu'avait déjà remarquée Jules Courtet en 1876. Guy-Gérard Durand signale qu'elle ne fut « redécouverte » qu'en 1974 lors de restaurations. Encadrée de colonnes torses, surmontée de deux chapiteaux historiés, elle est coiffée d'une archivolte en forme de mitre qui la rattacherait à l'art byzantin[38]. Le premier chapiteau représente un serpent, le second est orné d'une feuille d'acanthe. La dissimulation pendant un siècle de cette fenêtre serait due à la présence de symboles alchimiques : le serpent se mordant la queue serait l'Ouroboros, l'acanthe et son dessin géométrique la « spirale de l'art sacré ». Le premier symboliserait la rénovation de la matière, le second la matérialisation du Grand Œuvre[20].
- Chapelle Notre-Dame-des-Anges (XVIe siècle) avec son curieux passage souterrain entre la nef et la sacristie[20].
- Tour découronnée, du XVIe siècle[39], inscrite au titre des monuments historiques depuis le 13 septembre 1988
- Tour de guet, du XVIe siècle[40], inscrite au titre des monuments historiques depuis le 13 septembre 1988

### Patrimoine environnemental
- Étang de Mormoiron, retenue d'eau qui a été réalisée dans le cadre des retenues collinaires des Terrasses du Ventoux.

### Musées
- En 1987, à l'initiative de la municipalité, ont été construits la bibliothèque et le musée de Mormoiron. Le musée a été aménagé dans des salles neuves attenantes à celles de la bibliothèque et dans les salles voûtées d'une maison datée de 1694 par une inscription gravée sur un linteau de porte. À partir de 2001, les responsables de l'association, conscients du potentiel géologique et historique de la région de Mormoiron se sont efforcés de faire évoluer le musée vers une présentation exclusive du passé de son terroir.

La plaine du sud du Ventoux à une histoire géologique riche et complexe ayant attiré l'attention d'un certain nombre de chercheurs qui l'ont portée à la connaissance du monde scientifique international. Gypses, ocres, sables siliceux, argiles et, gravières, ont été exploités, artisanalement puis industriellement, depuis des temps très anciens jusqu'à une époque récente. Le territoire de la commune est également riche en vestiges paléontologiques, préhistoriques et archéologiques.
Basées sur les études des géologues J.M. Triat et G Truc, le musée s'efforce à l'aide de nombreux panneaux richement illustrés de photographies et de plusieurs vidéos d'expliquer ces phénomènes géologiques.
S'y ajoutent, les bifaces acheuléens du site des Sablons (- 100 000 ans) ainsi que les poteries et céramiques phocéennes de Massalia mises au jour sur les stations de la Grange-Neuve et de Brissac.
- Musée de la musique mécanique, à l'entrée du village.

## Personnalités liées à la commune
- Raymond Guilhem de Budos (? - 1363), neveu de Clément V, seigneur de Clermont, Lodève, Budos, Beaumes-de-Venise, Bédoin, Caromb, Entraigues, Loriol et Mormoiron, gouverneur de Bénévent, maréchal de la cour pontificale et recteur du Comtat Venaissin de 1310 à 1317.
- Guillaume-Emmanuel-Joseph, baron Guilhem de Sainte-Croix, (1746-1809), membre de l'Institut, auteur d'un essai Examen critique des anciens historiens d'Alexandrie, couronné par l'Académie des Inscriptions et Belles-Lettres en 1772[38].
- Paul Vialis, ancien maire de Moirmoiron où il est né en 1848, et député de Vaucluse.
- Albert Schou (da), (27 mars 1849 – 4 février 1900), photographe danois.
- Alexandre Grothendieck a habité temporairement à Mormoiron, au quartier des Aumettes.